# Patricia Galvin
Patricia Galvin (20 de marzo de 1939) es una jinete estadounidense que compitió en la modalidad de doma. Ganó tres medallas en los Juegos Panamericanos, en los años 1959 y 1963.

## Palmarés internacional
| Juegos Panamericanos | Juegos Panamericanos     | Juegos Panamericanos | Juegos Panamericanos |
| Año                  | Lugar                    | Medalla              | Categoría            |
| -------------------- | ------------------------ | -------------------- | -------------------- |
| 1959                 | Chicago (Estados Unidos) | Medalla de oro       | Individual           |
| 1959                 | Chicago (Estados Unidos) | Medalla de plata     | Por equipos          |
| 1963                 | São Paulo (Brasil)       | Medalla de oro       | Individual           |